# Anzano di Puglia
Anzano di Puglia – miejscowość i gmina we Włoszech, w regionie Apulia, w prowincji Foggia.
Według danych na rok 2004 gminę zamieszkiwały 2232 osoby, 202,9 os./km².